# Zoryczy (obwód brzeski)
Zoryczy (biał. Зорычы; ros. Зоричи, Zoriczi; do 1964 roku Mordzicze) – wieś na Białorusi, w obwodzie brzeskim, w rejonie baranowickim, w sielsowiecie Mołczadź.
W dwudziestoleciu międzywojennym wieś leżała w Polsce, w województwie nowogródzkim, w powiecie baranowickim. W 1964 roku zmieniono nazwę wsi z Mordzicze na Zoryczy.
Znajduje tu się przystanek kolejowy Żeleźnica oraz stacja kolejowa Mordzicze, leżące na linii Równe – Baranowicze – Lida – Wilno.